# Félix Brillant
Félix Brillant (Brossard, 9 settembre 1980) è un ex calciatore canadese, di ruolo attaccante.

## Carriera

### Club

#### Gli inizi
Brillant giocò, a livello giovanile, nei francesi del Cannes. Tornò poi in Nord America per frequentare la Franklin Pierce University, dove praticò calcio universitario con i Franklin Pierce Ravens. Dal 2002 al 2003 fu in forza ai Cape Cod Crusaders, militanti nella USL Premier Development League.

#### Professionismo
Brillant fu la 56ª scelta allo MLS SuperDraft 2004, venendo selezionato dal New England Revolution. Nel campionato 2004 collezionò 19 presenze e mise a referto una marcatura, per poi essere svincolato a metà della stagione successiva, senza disputare alcun incontro. Passò così ai Virginia Beach Mariners, prima di trasferirsi ai norvegesi del Sarpsborg Sparta, all'epoca militanti nella 1. divisjon. Esordì in squadra il 15 aprile 2007, subentrando ad Ole Jørgen Halvorsen nella sconfitta per 2-1 sul campo dello Haugesund. Il 10 giugno siglò l'unica rete in campionato, nel 3-0 inflitto allo Hønefoss.
Nel corso del 2008 si trasferì al Montréal Impact, con cui disputò anche la CONCACAF Champions League. Il 30 novembre 2009 Brillant fu svincolato dalla formazione canadese. Giocò poi al Lasalle-Lakeshore United.

### Nazionale
Brillant giocò per il Canada under 17.

## Palmarès

### Club

#### Competizioni nazionali
- Canadian Championship: 1

Montreal Impact: 2008
- USL League Two: 2

Cape Cod Crusaders: 2002, 2003